# 交通總部
交通總部（英語：Traffic Branch Headquarters，縮寫作 TBHQ）成立於1914年，隸屬於香港警務處行動處支援部，主要責任為制訂及發佈各項交通執法政策、審查核對相關的資源需求、處理交通違例傳票和定額罰款通知書、監察交通法例的改變、發展和評估各項交通管理計劃，及統籌道路交通安全警務；及管轄交通督導員隊伍。交通總部轄下設有交通部，隸屬於行動處各個警察總區，負責執行及管制交通，處理及調查交通意外，維持總長達2,000公里、世界上交通密度最高之一的香港道路網絡的秩序及安全。

## 組織
- 交通總部：由一名總警司出任主管。
  - 行政科：由一名高級警司領導，下設一名警司
    - 法例檢討及策劃：由一名警司領導，下設一名總督察和一名高級督察。
    - 行政及支援：由一名總督察領導，下設一名高級督察。
    - 道路安全：由一名總督察領導，下設一名高級督察。

  - 交通管理及違例檢控科（英文：'Traffic Management and Prosecutions Bureau）：由一名高級警司領導。
    - 中央交通違例檢控組（英文：Central Traffic Prosecutions Division）：由一名警司領導。
      - 第一分組──行政：由一名高級督察領導。
      - 第二分組──交通違例檢控（傳票）：由一名總督察領導，下設5名高級督察。
      - 第三分組──定額罰款（刑事訴訟）：由一名總督察領導，下設5名高級督察。
      - 第四分組──定額罰款（交通違例）：由一名總督察領導，下設5名高級督察。
      - 中央交通攝影機調查：由一名總督察領導，下設6名高級督察或督察。

    - 交通管理組（英文：Traffic Management Division）：由一名警司領導，下設兩名總督察和兩名高級督察。
- 交通部：由一名高級警司出任主管；各總區轄下的交通部編制均有異。
  - 調查及支援組（英文：Investigation and Support Unit）：由一名警司領導。
    - 支援組：由一名總督察領導。
    - 調查組：由一名總督察領導。

  - 執法及管制組（英文：Enforcement and Control Unit，縮寫：E&C）：由一名警司領導，由一名總督察輔助。
    - （西九龍總區）警隊護送組

  - 交通督導隊

### 歷任主管
- 施得志總警司（Paul Edwin Stripp，？至 ？）
- 連達誠總警司（2015/5至2017/9）
- 簡廸文總警司（2017/9至2020/8）
- 區永樑總警司（2020/9至?）
- 丘紹箕總警司
- 梁珣總警司

## 歷史
1907年，全香港只有6輛汽車，香港警隊已經制定了相關的汽車登記手續。隨著汽車數量日漸增加，於1912年，香港政府發表了車輛及交通規則條例，交通總部亦於兩年後成立。當時，交通總部除了負責執行相關法例，亦負責簽發駕駛執照及汽車牌照。
1925年，港島區交通總部單位由一名督察和兩名警長組成，九龍區及新界區則由一名警長負責。當時，差役只有兩輛汽車和一輛小貨車，專門用作押解犯人來往監獄。時移至今，交通總部車隊擁有警察車輛逾2,300輛。
2012年，為了配合警務處的支援前線組別策略行動計劃，交通總部於同年3月15日成立交通訓練組，為警務處使用的交通執法設備提供標準化的訓練，以提高人員的專業水平。
2013年，兩名交通總部人員遠赴美國加利福尼亞州參與一項藥物辨識訓練課程，獲國際處長級警察協會認證為藥物辨識專家。與此同時，交通總部在所有陸上總區的警署安裝舉證呼氣測試儀、在一部經過特別設計及改裝的警察車輛上安裝德爾格9510酒精測試儀，作為流動呼氣測試中心，以減少及縮短收集司機呼氣樣本的流程及時間至約10分鐘，藉以提升交通部打擊酒後駕駛的效率。流動呼氣測試中心於同年12月14日首次出動，即成功協助拘捕3名涉嫌醉酒駕駛司機。

## 訓練
投考加入交通部的人員須達至少3年年資，及曾經駐守於警察機動部隊，人員通過遴選以後，需要接受一系列的長時間專業訓練。人員首先須於香港警察學院警察駕駛及交通訓練科完成為期5星期的高級駕駛課程，然後接受包括熟讀所有交通相關的法例和條文、學習使用各款酒精測試機、檢驗車輛知識和技術、雷射槍使用、跟蹤錄影等的課程，並須經過15小時馬路實習始可出勤。完成全部考核，須時3至4年。

### 意外調查鑑證及重組課程
意外調查鑑證及重組課程（英文：Forensic Accident Investigation and Reconstruction Course）為期5日，由交通總部交通意外調查工作小組與政府化驗所合作舉辦，內容包括由政府化驗師教授各項課題，包括接觸證據檢驗、軚痕和車痕及運用物理定律顯示車輛如何發生踫撞。人員於課程結束時需要通過筆試，通過者才能夠獲得頒授證書。

### 行動駕駛課程
行動駕駛課程（英文：Operation Driving Course，縮寫：ODC）為期7日，由交通部為「隱形戰車」司機提供，內容包括練習在交通錐陣裡往還、緊急倒後、急煞、甩尾及飄移等。

### ProVida
ProVida Course為期7日，由交通部為「隱形戰車」領航員提供。

## 裝備

### 個人

#### 武器

##### 槍械
交通部警員於1960年取消攜帶槍械；其後在1966年4月7日起重新配帶槍械，以便在必要時執行其他職務。

### 車隊
- 數碼流動測速雷達，以數碼影像拍攝超速車輛，以用作檢控佐證。
- 警察車輛內置數碼視像系統，包括了攝影機及顯示屏，用以偵測車速，其測驗準確度極高[41]。

## 相集

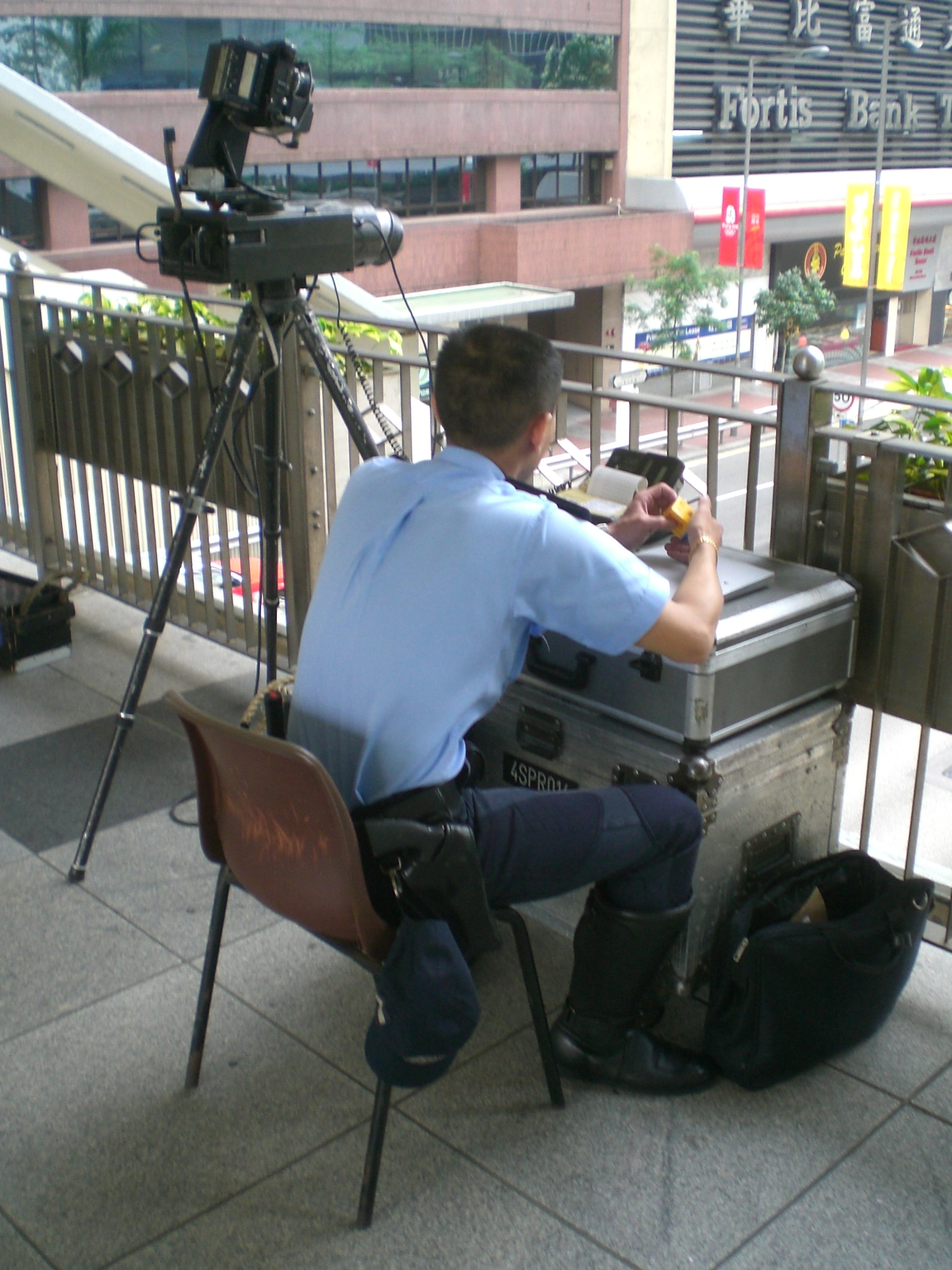
交通部人員在灣仔行人天橋上進行高空監察並且進行紀錄。
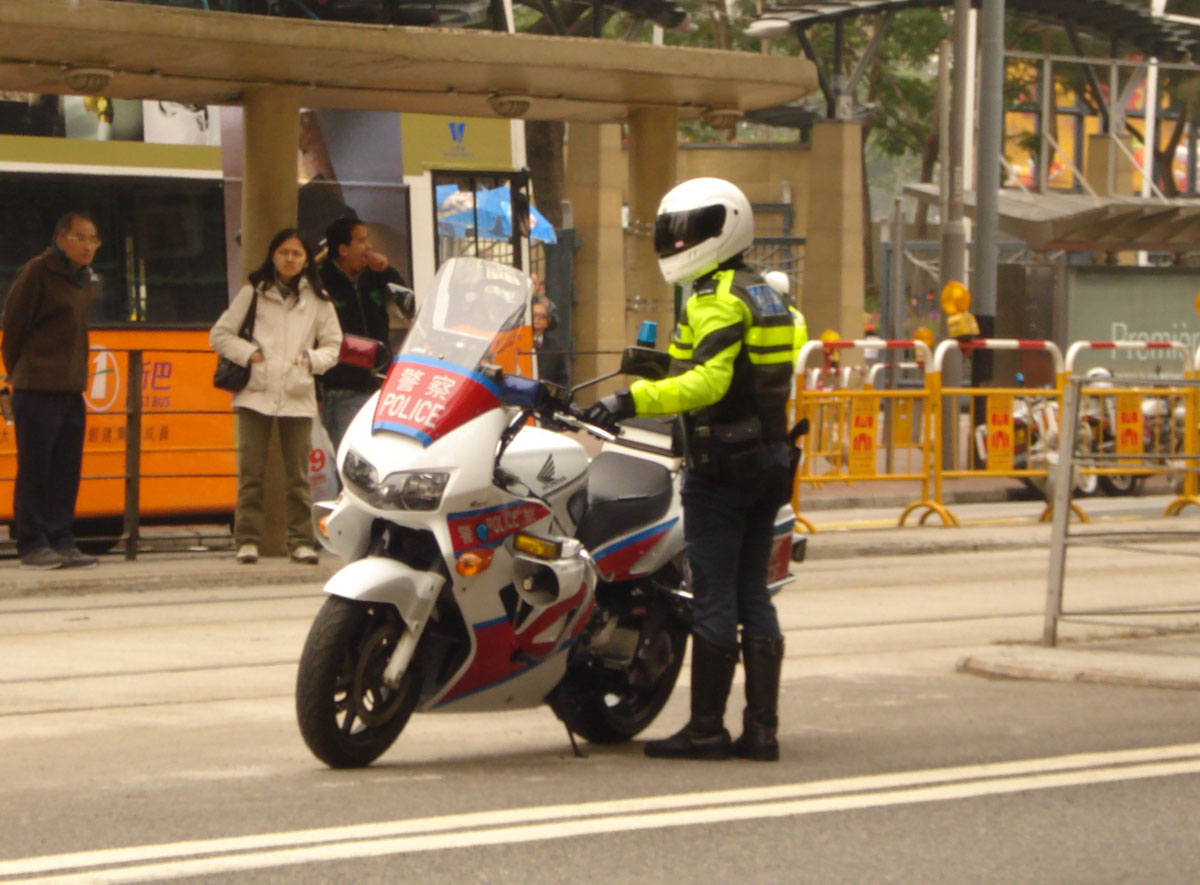
交通部人員執勤中。
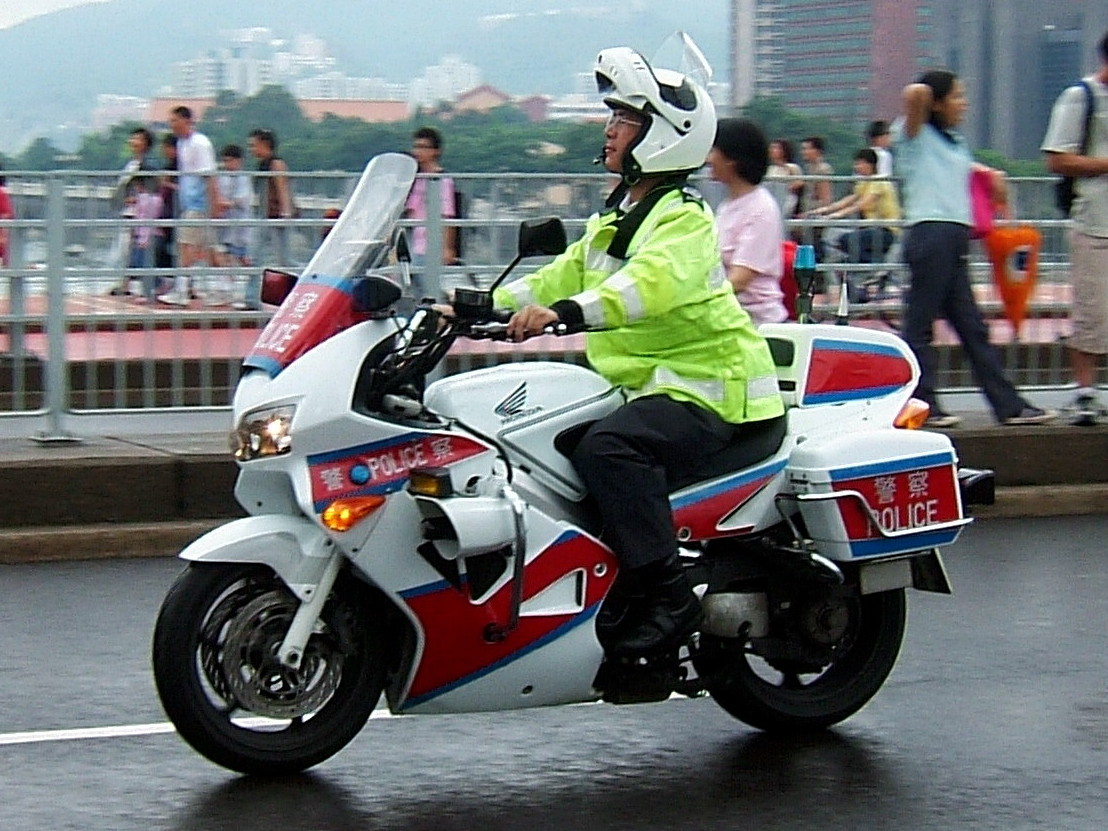
交通部人員執勤中。
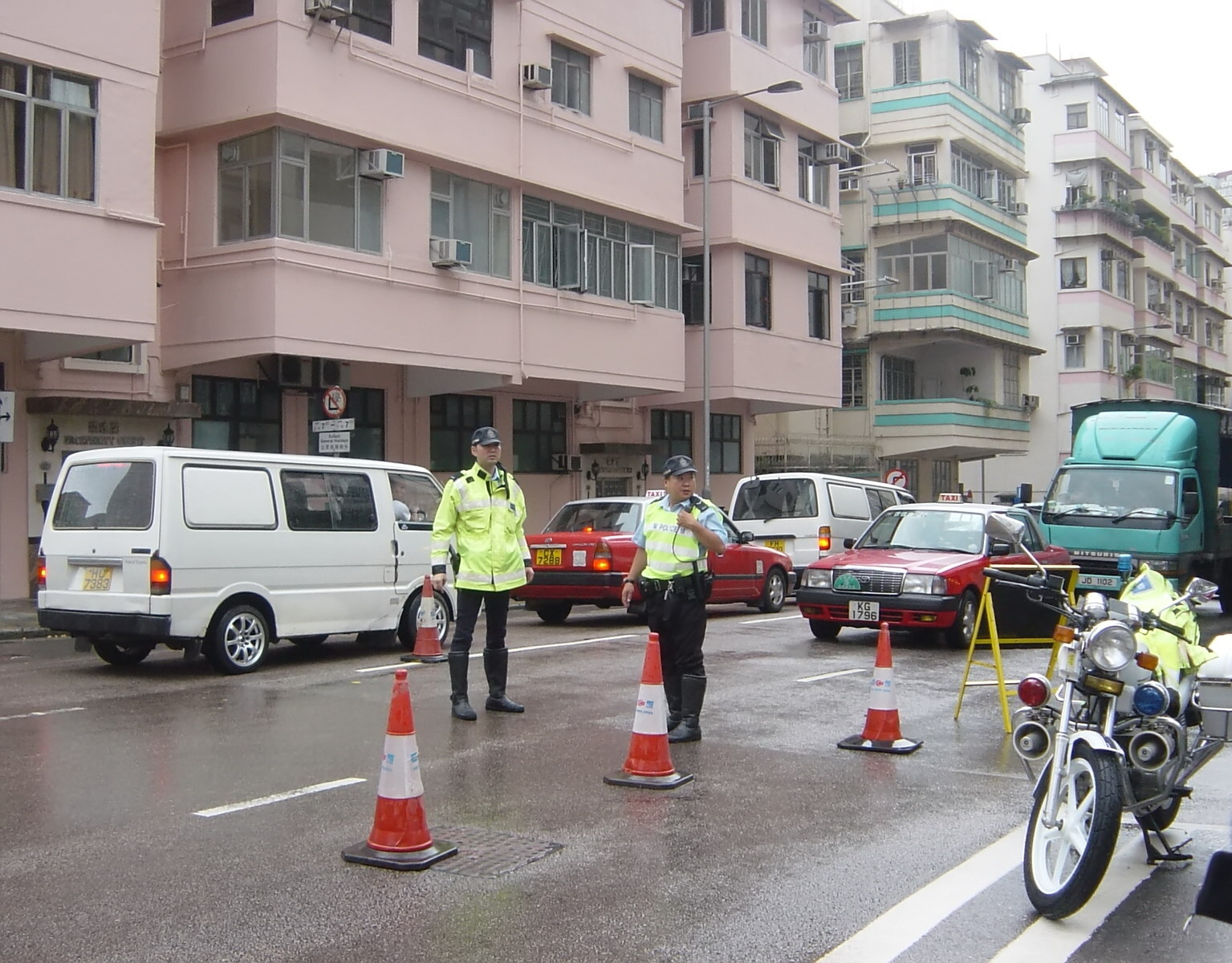
交通部人員維持秩序中。
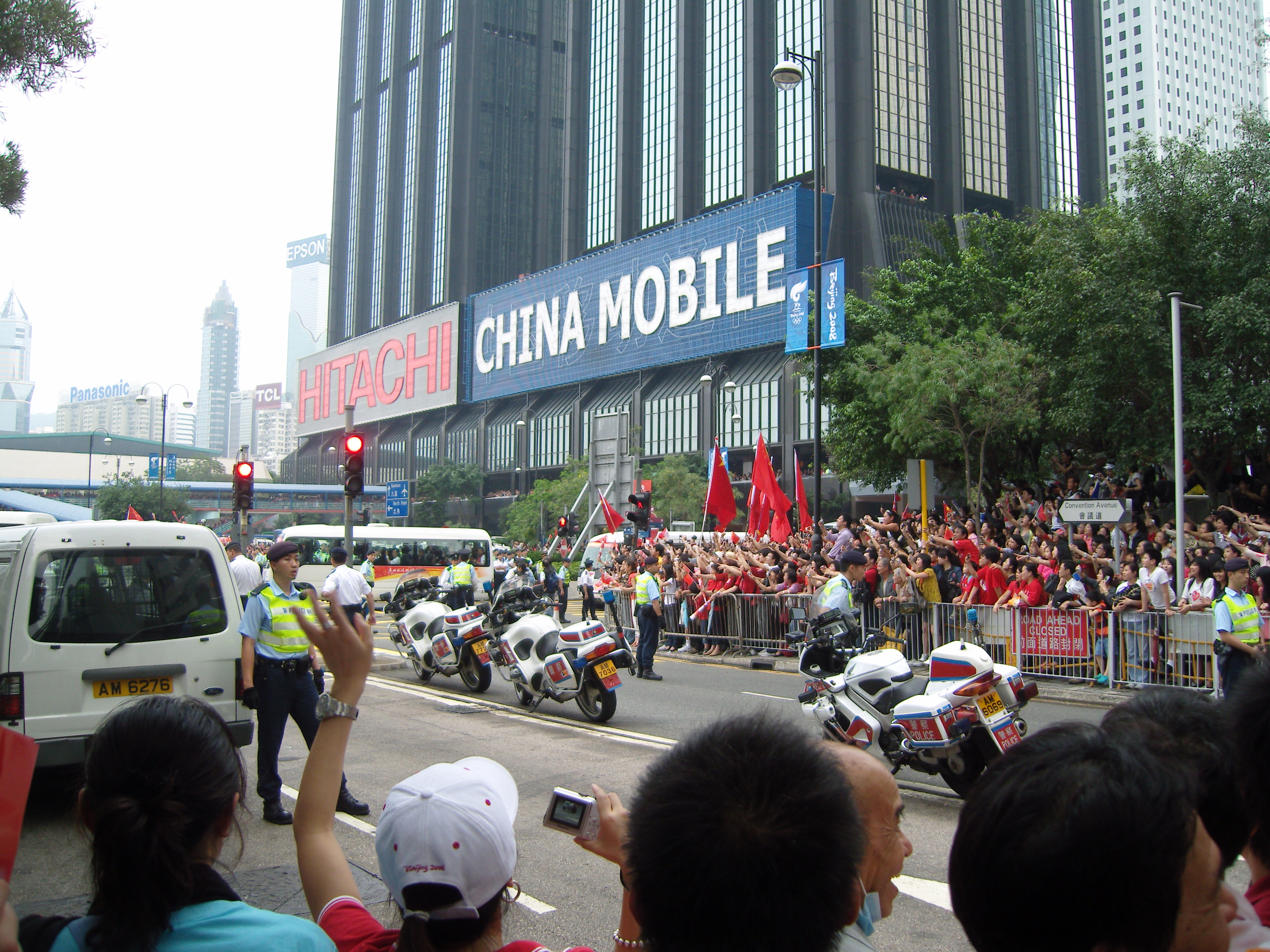
於2008年夏季奧林匹克運動會香港區火炬接力時，交通部人員進行交通管制。
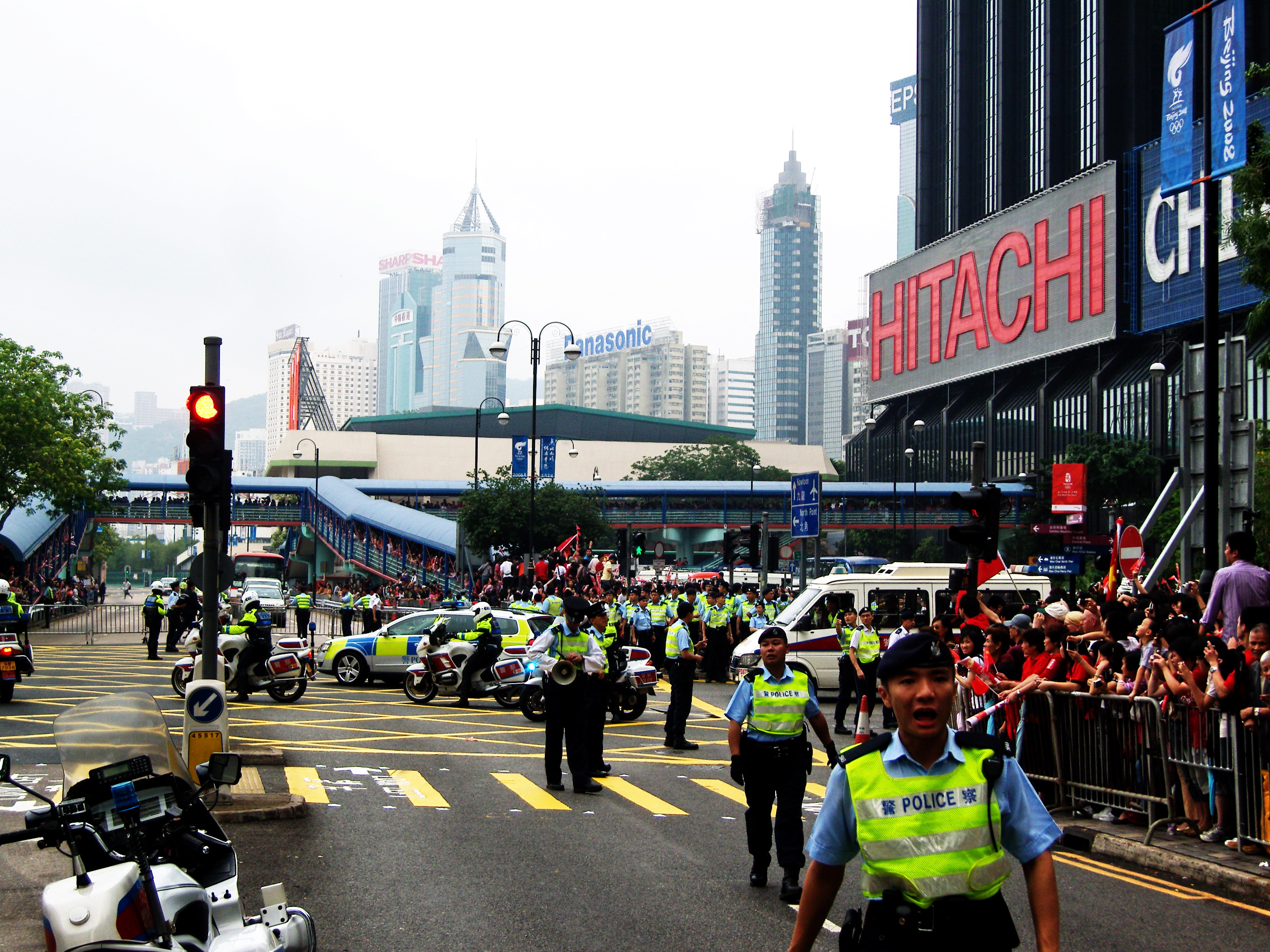
於2008年夏季奧林匹克運動會香港區火炬接力時，交通部人員進行交通管制。
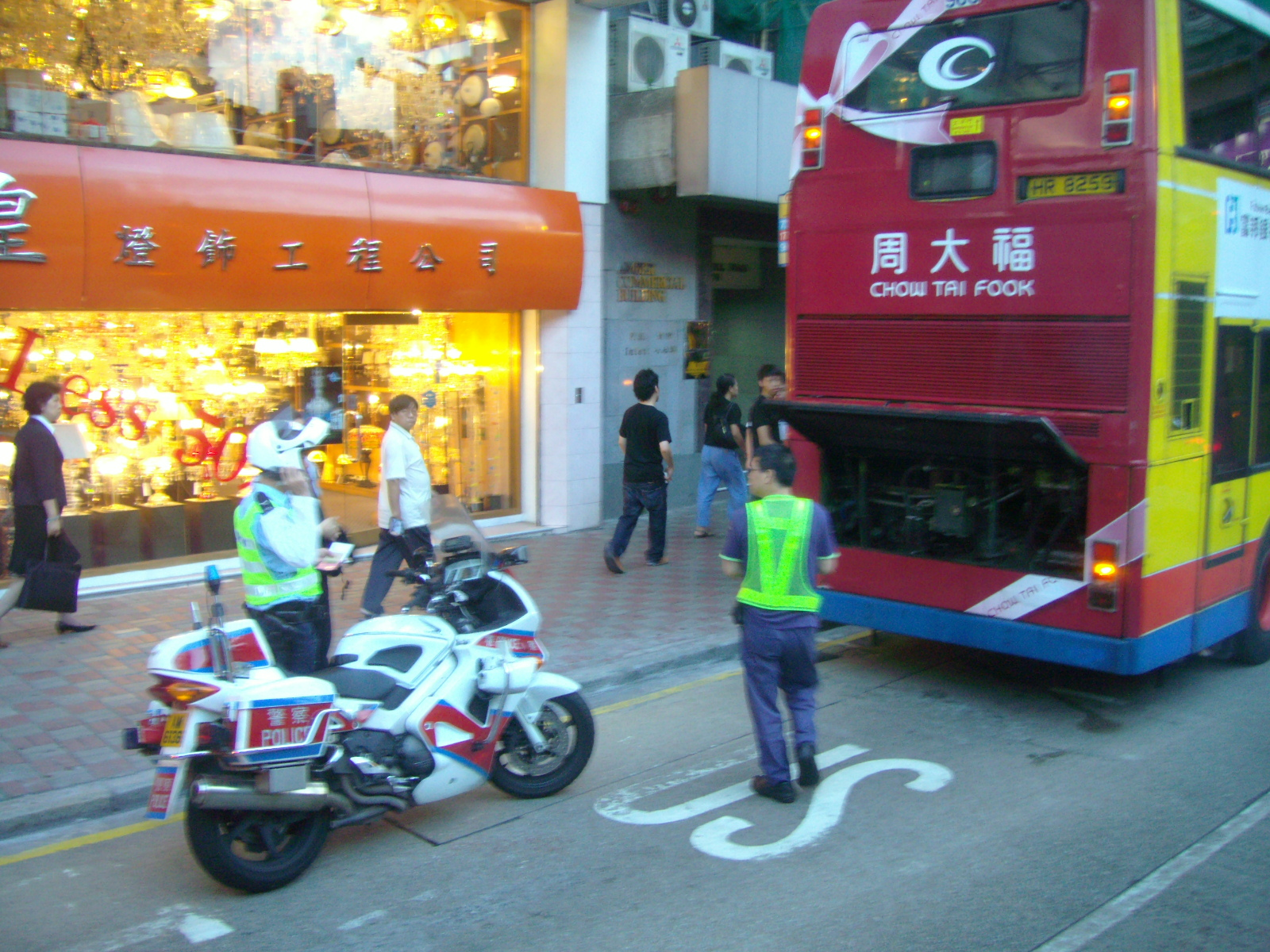
交通部人員處理交通事故。
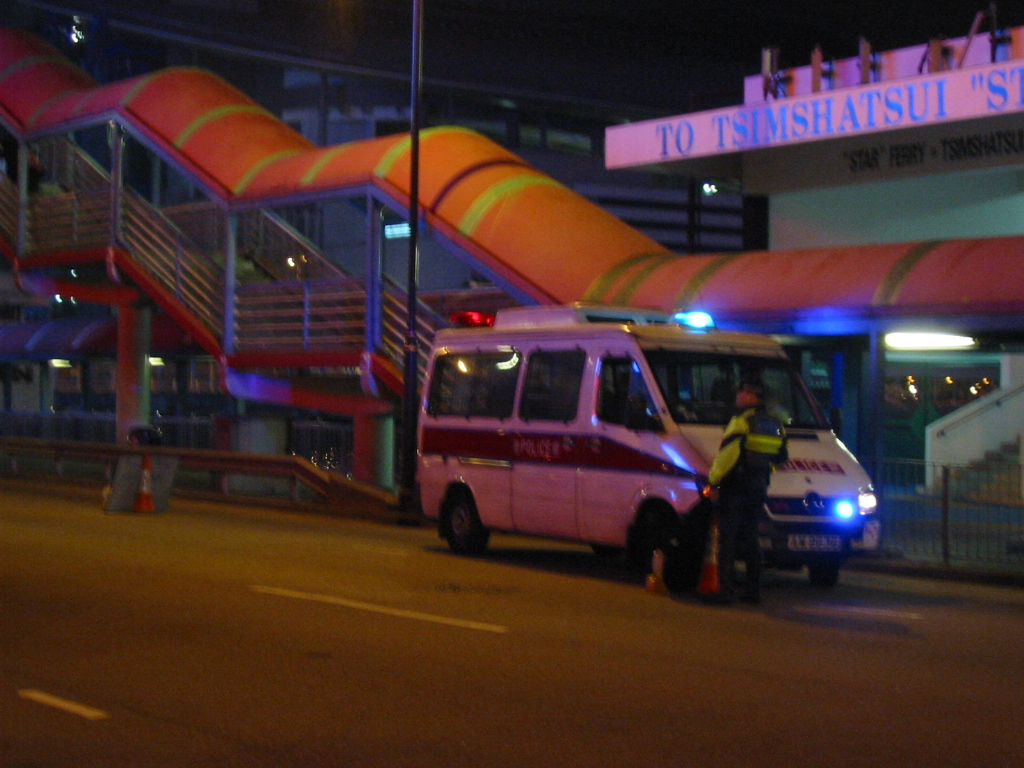
交通部人員設立臨時路障。

## 以交通總部或者交通部為題材的作品
電影
- 《拖錯車》（1985年）
- 《鐵血騎警》（1987年）
- 《馬路英雄II：非法賽車》（1995年）
- 《霹靂火》（1995年）
- 《車手》（2012年）
- 《反飆車行動》（2021年）
- 《速戰》（2023年）

電視劇
- 《皇家鐵馬》（1991年）
- 《陀槍師姐III》（2001年）
- 《陀槍師姐IV》（2004年）
- 《情越雙白線》（2010年）
- （2016年）
- 《伙記辦大事》（2021年）

## 外部連結

### 《警聲》
- 交通及運輸工具圖片
- 交通意外特別調查隊特輯 （页面存档备份，存于）
- 交通警政卓越系列提升警隊專業能力 （页面存档备份，存于）
- 交通部人員赴美取經　加強辨識毒品能力 （页面存档备份，存于）
- 交通總部聯同工作夥伴宣揚單車安全 （页面存档备份，存于）
- 交通總部首辦道路安全審核課程 （页面存档备份，存于）
- 交通總部發布道路安全概覽 （页面存档备份，存于）
- 西九龍交通部訪南澳警隊 汲取執法及管制經驗 （页面存档备份，存于）
- 交通部人員獲認證為「藥物辨識專家」 （页面存档备份，存于）

### 《警訊》
- 《警訊》交通部特輯第一段 （页面存档备份，存于）
- 《警訊》交通部特輯第二段 （页面存档备份，存于）
- 《警訊》交通特輯：鐵騎群英第一段
- 《警訊》交通特輯：鐵騎群英第二段
- 《警訊》交通特輯：鐵騎群英第三段